# Armando Uribe
Armando Uribe Arce (Santiago, 28 de octubre de 1933-ib., 22 de enero de 2020) fue un poeta, ensayista, diplomático y abogado experto en derecho minero chileno de la llamada generación literaria de 1950, Premio Nacional de Literatura 2004 y profesor titular de La Sorbona en varias ocasiones.

## Biografía
Siendo el único hombre entre cuatro hermanos, incluyendo a la escritora María de la Luz Uribe, Armando Uribe cursó sus estudios primarios y secundarios en el Saint George's College. En aquel establecimiento, tuvo al escritor Roque Esteban Scarpa como profesor de castellano, al mismo tiempo que organizaba seminarios literarios en el que acudían estudiantes secundarios y universitarios, y tuvo como profesor de historia, al historiador Mario Góngora.
Sus primeros poemas aparecieron en periódicos alrededor de 1950, siendo estudiante, y su primer libro, en 1954 con prólogo de Roque Esteban Scarpa. Entre una y otra fecha, Uribe había participado en la academia literaria El joven laurel, que dirigía Scarpa en el Saint George, y participado en la antología homónima publicada en 1953.
En 1957 contrajo matrimonio con Cecilia Echeverría Eguiguren, con quien vivió cuarenta y cuatro años, hasta la muerte de ella en 2001. Al año siguiente, Uribe ayudó a publicar Inquietante extrañez, recopilación de los collages de su mujer. La pareja tuvo cinco hijos.
Estudió Derecho en la Universidad de Chile, obteniendo el grado de Licenciado en Ciencias Jurídicas y Sociales y posteriormente titulándose de abogado en 1959. Durante sus primeros años de egreso, trabajó en el despacho de su padre, en litigios relacionados la propiedad de mineras, negociaciones entre empresas del rubro.
Después de egresar de leyes, Uribe viajó con su esposa a Roma, donde continuó sus estudios. Fruto de ese viaje y de sus lecturas latinas será, en gran parte, su poemario Los obstáculos.
Uribe ejerció también la diplomacia: fue ministro consejero del Ministerio de Relaciones Exteriores (1967), encabezó la delegación a la Asamblea Extraordinaria de Naciones Unidas en la que se aprobó el Tratado de No Proliferación Nuclear, tema en el que fue especialista. Fue embajador ante la ONU, desempeñándose en la embajada chilena en Estados Unidos (1968-1970) y el Gobierno de Salvador Allende lo nombró embajador en China. Fue militante de la Izquierda Cristiana.
Después del golpe de Estado del 11 de septiembre de 1973 Uribe se opuso de manera categórica a la dictadura militar de Augusto Pinochet; destituido del Ministerio de Relaciones Exteriores, se exilió con su familia en Francia. 
Sobre esa época, Romero dice: «No volverá a Chile, ni publicará poesía —en español al menos— hasta 1989, haciendo coincidir este silencio, en un gesto de protesta, con el período de dictadura. Ya de regreso, saca a luz Por ser vos quien sois, libro de verso medido y rimado, como usará desde entonces, compuesto por breves parlamentos líricos, rozando lo dramático».
Uribe fue profesor en diversas universidades, como la Católica, la Estatal de Míchigan, Studi di Sassari (Italia), La Sorbona (París) y, por supuesto, su alma mater, la Universidad de Chile, donde enseñó por más de 30 años, realizando el ramo de Derecho Minero. 
En 1990 regresó definitivamente a Chile y en 1993 se incorporó como miembro de número de la Academia Chilena de la Lengua.
Publicó numerosas obras de política, ficción, religión, derecho penal y de minería, y fue miembro de número de la Academia Chilena de la Lengua (1993) y correspondiente de la Real Academia Española. Fue un autor prolífico, distinguido con importantes premios, Uribe también escribió ensayos y obras políticas. Fue asimismo traductor de Ezra Pound y Giuseppe Ungaretti, entre otros.
En 1997 Uribe decidió enclaustrarse socialmente, siguiendo el pensamiento de Blaise Pascal. Vivió esperando el momento de su muerte en su departamento frente al Parque Forestal de Santiago.
Sobre su anhelo de la muerte, señalaba: «Eso es evidente para todos. La diferencia es que lo puedo manifestar o decir a otros, en lo cual hay algunas mañas. Porque si yo por escrito, y en verso para peor, mencionó tantas veces la muerte y manifiesto el hecho de desaparecer de este mundo, habría que preguntarse si no lo hago para exorcizar mi propia muerte, más que para deleitarme con ella. Cabría preguntarse si no lo hago majaderamente como una forma de vanidad, imponiéndole el anuncio de la propia muerte a terceros por escrito, más que la particularidad fúnebre de lo que digo».
Uribe declaró su apoyo a la candidatura presidencial del economista Marcel Claude para la elección presidencial de Chile de 2013.
Falleció en la capital chilena el 22 de enero de 2020 a los 86 años a consecuencia de una insuficiencia respiratoria.

## Estilo
Lo que caracteriza su obra, según el jurado que le otorgó el Premio Nacional de Literatura, «es el compromiso existencial del hombre frente a la vida y la muerte, manifiesto en un estilo dramático y singular desarrollado a través de una extensa producción». 
Decía que sus poemas se le venían a la mente en cualquier momento y él los escribía en una pequeña libreta que aprendió a llevar consigo todo el tiempo. Pero esto parece casi imposible y contradictorio con la impresión de pulcritud y limpieza que dejan sus poesías. Además, los extraordinarios juegos de palabras y acepciones hacen pensar que el verso fue poco menos que estudiado antes de escrito.
La mayoría de sus poemas no tienen título. Él dice que es muy largo titularlos y en cierta forma es verdad: sería ridículo que poemas de un verso tuvieran título («Pobre ave yo pero tú pobre jaula»). Además, un título no se avendría con su economía excesiva de palabras.
La ironía es uno de los elementos más importantes en la poesía de Uribe. Ayudado por su amplio vocabulario y erudición, sus poemas a veces parecen una última carcajada de rabia de alguien que está a punto de morir. Dentro de la ironía destacan sobre todos sus poemas políticos, donde versifica sobre temas como su destierro y «el tirano» («Las poderosas manos sanguinarias sanguíneas del tirano»).
Pero el tema más común de Uribe fue, sin duda, la muerte, aunque no debe creerse que él le tema, o que esté triste porque se le va la vida y cosas así, sino que todo lo contrario: está enojado porque la muerte no se lo lleva nunca. Gran parte de sus poemas son desafíos públicos a la muerte. («Cuerpo, te pido por favor / sepárate del alma, o sea muérete / sea un masivo ataque al corazón / o sea lo que sea pero adrede»). El deseo de morir en Uribe llega al punto de considerar el ser como un pecado («Para mí hasta las flores de los prados / hacen mal por el hecho de ser»). Pareciera que vivir le es un trabajo dificilísimo («Vive; que no es morir el heroísmo mayor»).
Al respecto, Uribe decía: «Me sorprende ver hasta qué punto he repetido mi interés en los mismos asuntos. La muerte desde el comienzo; incluso desde los catorce años, que fue cuando escribí mi primera poesía. Eso me interesó desde que advertí que uno se moría. ¡Aunque uno quiera, no es eterno! Entonces, he repetido ese tema desde el comienzo hasta el final en términos que no son tan diferentes, salvo que tal vez, sin darme cuenta, he tratado de profundizar más».
También está muy presente el tema de la existencia de Dios, sobre todo en la pregunta del qué sucederá después de la muerte. Uribe decía que no sabía si creer o no creer, pero que la divinidad es algo ineludible; es decir, creía. Se cuestionaba las cosas, pero, al fin y al cabo, «Tú eres el Dios que se te ocurre ser».
Es común en Uribe que sus poemas comiencen con unos versos citados de otros autores o pensadores (siendo los más frecuentes Cervantes, Pascal, Stendhal y Petronio), lo que tenía que ver, quizás, con su vida recluida y erudita.
Otros temas que le preocupaban eran: la desigualdad social, las mujeres y, en general, otros temas metafísicos.

## Obras
- Transeúnte pálido, poesía, Ediciones del Joven Laurel Santiago, 1954; descargable legalmente desde el portal Memoria Chilena
- El engañoso laúd, poesía, Ediciones del Joven Laurel Santiago, 1956; descargable legalmente desde el portal Memoria Chilena
- De los delitos calificados por el resultado, Universitaria, 1957
- Los obstáculos, poesía, Ediciones Rialp / Adonais, Madrid, 1961
- Una experiencia de la poesía: Eugenio Montale, ensayo, Centro de Investigaciones de Literatura Comparada, Universidad de Chile, prensa de la editorial Universitaria, Santiago, 1962
- Pound, ensayo, El Espejo de Papel, Cuadernos del Centro de Investigaciones de Literatura Comparada, Universidad de Chile, prensa de la editorial Universitaria, Santiago, 1963; descargable legalmente desde el portal Memoria Chilena
- Extradición Walter Rauff, 1965.
- Repertorio de palabras de la ley penal chilena, 1965
- Posesión minera, 1965
- Los veinte años, 1965
- Léautaud y el otro, ensayo, Centro de Investigaciones de Literatura Comparada, Santiago, 1966
- Dominio minero, 1966
- No hay lugar, poesía, colección Letras de América, Universitaria, Santiago, 1971; descargable legalmente desde el portal Memoria Chilena
- El libro negro de la intervención norteamericana en Chile, ensayo, Siglo XXI Editores, México, 1974; descargable legalmente desde el portal Memoria Chilena
- Ces messieurs du Chili, Éditions de la Différence, París, 1978 (en francés) — "Caballeros" de Chile, LOM, Santiqgo, 2003 * Por ser vos quien sois, poesía, Universitaria, Santiago, 1989; descargable legalmente desde el portal Memoria Chilena
- Antología de Ezra Pound-Homenaje desde Chile, 1995
- Alone, la sombra inquieta, 1997
- Odio lo que odio, rabio como rabio, poesía, colección El Poliedro y el Mar, Universitaria, Santiago, 1998; descargable legalmente desde el portal Memoria Chilena
- Carta abierta a Patricio Aylwin, Planeta, Santiago, 1998
- Las brujas de uniforme, 1998
- Imágenes quebradas, 1998
- Los ataúdes-Las erratas, 1999
- Las críticas de Chile, Be-uve-dráis Editores, Santiago, 1999; descargable legalmente desde el portal Memoria Chilena
- El accidente Pinochet, diálogos con el filósofo Manuel Vicuña; Editorial Sudamericana, Santiago, 1999; descargable legalmente desde el portal Memoria Chilena
- A peor vida, poesía, LOM, Santiago, 2000
- Contra la voluntad, Be-uve-dráis, Santiago, 2000
- El fantasma de la sinrazón & El secreto de la poesía, ensayo, Be-uve-dráis, Santiago, 2001; descargable legalmente desde el portal Memoria Chilena
- La inquietante extrañez, 2001
- Verso bruto, 2002
- Carta abierta a Agustín Edwards, LOM, Santiago, 2002
- Memorias para Cecilia, memorias, Sudamericana, Santiago, 2002
- Diario enamorado, 2003
- Cabeza de vaca, 2003
- El criollo en su destierro, 2003
- Obras reunidas (1951-1989), Tajamar Editores, 2004
- Las críticas en crisis, 2004
- ¿Qué debo hacer?,
- 50 años de poesía (Cds antología oral, 3 volúmenes, sello Leutun, 2004
- De muerte, Universitaria, Santiago, 2004
- Conversaciones en privado, entre Armando Uribe, Miguel Vicuña y Eduardo Vassallo; Editorial Cuarto Propio, Santiago, 2004
- El viejo laurel, antología poética, selección y prólogo de Juan Cristóbal Romero; Ediciones Tácitas, Santiago, 2004
- Desdijo, 2005
- Insignificantes, 2005
- Ahorcón, 2005
- Te amo y te odio, poesía erótica, Ediciones UDP, Santiago, 2005
- La fe el amor la estupidez, 2006
- De memoria = By heart = Par coeur (después de Memorias para Cecilia), Tajamar, Santiago, 2006
- Coloquio del oro y del moro, Catalonia, Santiago, 2006
- De nada, diario en verso, LOM, Santiago, 2006
- Apocalipsis apócrifo, Grupo Editorial Norma, Barcelona, 2006
- Ídem, Ediciones Derrame, Talca, 2008
- Hecho polvo, 2009
- Vergüenza ajena (antipática, tonta y fea), 2010
- Baba, Editorial MAGO, 2010
- Nunc, poesía, ilustrado con sus dibujos y collages de su fallecida esposa, Cecilia Echeverría; Editorial CIEM, Santiago, 2011
- Hastío: o variaciones sobre lo mismo, Universitaria, Santiago, 2011
- La vanidad de la soberbia, Catalonia, Santiago, 2017
- Antología errante, Lumen, Santiago, 2017

## Filmografía
| Año  | Título               | Rol      | Notas                   | Ref.   |
| ---- | -------------------- | -------- | ----------------------- | ------ |
| 2004 | Desesperado, furioso | Él mismo | Cortometraje documental | [ 21 ] |
| 2010 | Pre-apocalipsis      | Él mismo | Cortometraje documental | [ 22 ] |

2000 Señales de Ruta

## Premios y reconocimientos
- Premio Municipal de Literatura de Santiago 1990 por Por ser vos quien sois
- Premio de la Crítica 1990, otorgado por el Círculo de Críticos de Arte de Valparaíso
- Finalista del Premio Altazor de Poesía 2000 con Imágenes quebradas
- Finalista del Premio Altazor de Poesía 2001 con Contra la voluntad
- Premio Altazor de Poesía 2002 por A peor vida
- Premio Altazor de Ensayo 2002 por Fantasma de la sinrazón & El secreto de la poesía
- Premio Nacional de Literatura 2004
- Finalista del Premio Altazor de Poesía 2011 con Vergüenza ajena